# Kostel Sainte-Anne de la Butte-aux-Cailles
Kostel Sainte-Anne de la Butte-aux-Cailles (tj. svaté Anny z Butte-aux-Cailles) je katolický farní kostel ve 13. obvodu v Paříži, v ulici Rue de Tolbiac. Kostel je zasvěcený svaté Anně a pojmenovaný po kopci Butte aux Cailles.

## Historie
Kaple Saint-Marcel de la Maison-Blanche existovala ve zdejší čtvrti už kolem roku 1840. Po roce 1848 byla přejmenována na Bréovu kapli na počest generála Jeana Baptisty Fidèla Bréa (1790–1848). Vzhledem k rostoucímu počtu obyvatel kaple záhy nepostačovala.
V roce 1892 byl zakoupen pozemek, na kterém stojí dnešní kostel, díky daru pařížského radního Julese Nollevala a jeho ženy. Stavební práce byly zahájeny v srpnu 1894, ale kvůli nedostatku financí pokračovaly pomalu. Kostel byl sice vysvěcen v dubnu 1896, ale stavební práce nebyly ani zdaleka ukončeny. Stará kaple byla nicméně zbořena v roce 1897.
Fasáda byla dokončena v roce 1898 díky daru rodiny výrobce čokolády Lombarta. Obě věže a zvony byly dokončeny v roce 1900 u příležitosti světové výstavy. Po odluce církve od státu v roce 1905 připadl kostel jako majetek městu Paříži, což přineslo problémy, protože kostel nebyl ještě dostavěn. Dokončený kostel vysvětil 24. října 1912 pařížský arcibiskup Léon-Adolphe Amette.

## Architektura
Kostel v pseudorománsko-byzantském stylu navrhl architekt Prosper Bobin (1844–1923). Stavba stojí na 71 pilotech zasahujících do hloubky 16–22 metrů, neboť v místě protéká podzemní řeka Bièvre.
Obě věže kostela jsou vysoké 55 metrů. Nazývají se Jules a Honorine podle křestních jmen donátorů, kteří přispěli na dostavbu kostela, manželů Lombartových.